# Lesostepa
Lesostepa ili šumska stepa je vrsta staništa, koje se sastoji od travnjaka mjestimice sa šumom.
Lesostepa se javlja u pojasu od sjeverne Euroazije preko Urala do istoka Sibira u sjeveroistočnoj Aziji. Tvori prijelaz ekoregije između umjerenih travnjaka i širokolisne i mješovite šume umjerenih predjela.
U gornjoj Sjevernoj Americi još je jedan primjer lesostepe u središnjoj Kanadskoj preriji, sjeveroistočnoj Britanskoj Kolumbiji i Sjevernoj Dakoti. To je prijelaz ekoregija iz Velike nizine prerije i stepskih umjerenih travnjaka do šuma tajga na sjeveru.
U središnjoj Aziji, lesostepa se može naći planinama iranske visoravni, u Iranu, Afganistanu, i Beludžistanu.